# 岔河 (盘龙河)
- 關於与岔河名称相近或相同的条目，請見「岔河」。
- 關於蚂蚁河同名条目，請見「蚂蚁河」。

岔河：也称蚂蚁河，位于中华人民共和国云南省文山壮族苗族自治州西北部，是盘龙河上游稼依河左岸支流，发源于丘北县树皮彝族乡小新寨村委会衣拖得，距源地1.4千米处流入地下成为暗河，距源地2.5千米处流出地面，之后干流大体自东北向西南走向，经马恒村委会阿奈龙，进入砚山县稼依镇，经复兴水库、补佐村、店房村委会岔河村小组等地后进入稼依坝子，最后于店房村委会蚂蚁河村小组西南汇入稼依河。河长26.9千米，落差330米，流域面积475.9平方千米。年均径流量0.93亿立方米。